# Грицай, Иван Трофимович
Иван Трофимович Грицай (укр. Іван Трохимович Грицай; 20 августа 1938, село Багатенька, теперь Кегичевского района, Харьковской области) — украинский политик, бывший глава Николаевского областного совета, бывший народный депутат Украины. Член ЦК КПУ в 1990 — 1991 г.

## Биография
Родился 20 августа 1938 в селе Багатенька Кегичевского района Харьковской области. Украинец.
Окончил Первомайскую среднюю школу Николаевской области.
В 1960 году окончил агрономический факультет Уманского сельскохозяйственного института, по специальности — агроном.
С 1960 — агроном-экономист колхоза имени Ленина села Березки Кривоозерского района Николаевской области.
С сентября 1961 г. выдвинут на комсомольскую работу. Занимает должности заведующего отделом, с ноября 1961 — первого секретаря Кривоозерского районного комитета ЛКСМУ; с января 1963 — секретаря комитета комсомола Снигиревского производственного колхозно-совхозного управления; 1963 — секретаря Николаевского сельского областного комитета ЛКСМУ, с декабря 1964 — секретаря Николаевского областного комитета ЛКСМУ.
С февраля 1967 — второй секретарь, а с 18 декабря 1967 — первый секретарь Николаевского областного комитета ЛКСМУ.
С 1971 — первый секретарь Очаковского районного комитета КПУ.
В 1974—1976 — слушатель Высшей партийной школы при ЦК КПСС.
С 1976 — заведующий отделом пропаганды и агитации Николаевского областного комитета КПУ.
С 1978 до 1983 — заместитель председателя Николаевского облисполкома.
С 1983 до 1989 — секретарь Николаевского областного комитета КПУ. Полтора года — командировка в Афганистан.
С 16 декабря 1989 до апреля 1990 года и с января 1991 до 20 апреля 1992 — председатель Николаевского областного исполнительного комитета.
С 25 мая 1990 по август 1991 — первый секретарь Николаевского областного комитета КПУ.
С 8 апреля 1990 до 1994 — председатель Николаевского областного совета.
Народный депутат Украины 12 (1) созыва с 15 мая 1990 до 10 мая 1994 г. Избран в Николаевском избирательном округе N 290. Член мандатной комиссии ВР Украины и по вопросам депутатской этики.
С 20 марта 2008 — председатель совета старейшин при председателе Николаевской областной администрации.

## Партийная принадлежность
Член КПСС в 1963—1991 г.г. Делегат XXVIII съезда КПСС.

## Семья
Отец погиб во время Великой Отечественной войны; мать была уборщицей. Женат; сын Максим; дочь Оксана.

## Награды и звания
Награждён тремя Орденами Трудового Красного Знамени, орденом «Знак Почета», медалями СССР и Республики Афганистан. Государственный служащий 1-го ранга (апрель 1994).